# Nghệ thuật Đại Việt thời Lý
Nghệ thuật Đại Việt thời Lý phản ánh thành tựu các loại hình nghệ thuật của nước Đại Việt dưới thời nhà Lý, chủ yếu trên lĩnh vực kiến trúc, điêu khắc và âm nhạc.

## Kiến trúc
Những công trình kiến trúc chủ yếu thời kỳ này là kinh thành, cung điện, dinh thự các quan lại, lăng mộ vua chúa và đặc biệt là chùa chiền, đền miếu.

### Kinh thành, cung điện

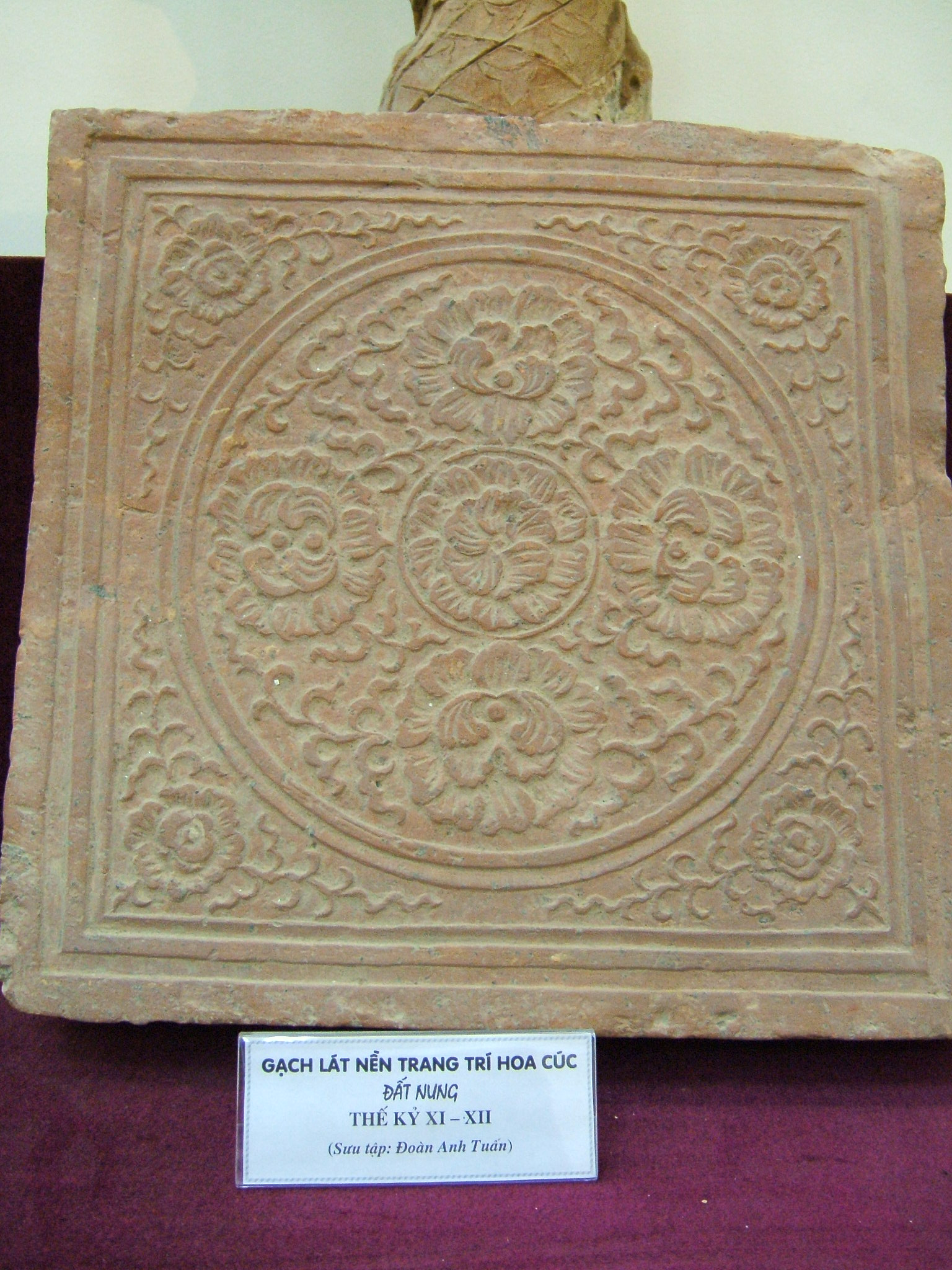
Gạch lát nền trang trí hoa cúc, thế kỷ 11-12, được tìm thấy tại Thành cổ Hà Nội.

Đại Việt sử ký toàn thư mô tả việc xây dựng kinh thành Thăng Long thời Lý Thái Tổ như sau: 
Xây dựng các cung điện trong kinh thành Thăng Long, phía trước dựng điện Càn Nguyên làm chỗ coi chầu, bên tả làm điện Tập Hiền, bên hữu dựng điện Giảng Võ. Lại mở cửa Phi Long thông với cung Nghênh Xuân, cửa Đan Phượng thông với cửa Uy Viễn, hướng chính nam dựng điện Cao Minh, đều có 3 thềm rồng, trong thềm rồng có hành lang dẫn ra xung quanh bốn phía...
Cấm Thành (nơi ở của vua) có trục đối xứng bắc – nam, điện Càn Nguyên ở trên núi Nùng (Long Đỗ). Nhà Lý cho xây dựng 36 cung, 49 điện ở khu trung tâm Cấm thành Thăng Long. Công trình hoàng thành Thăng Long, qua kết quả khai quật của giới khảo cổ học Việt Nam từ năm 2002 đã cho thấy những dấu tích của nghệ thuật kiến trúc thời Lý. Đó là những công trình mang các đặc điểm:
- Đẹp và công phu
- Phong phú về loại hình (từ 3 hàng chân cột tới 6 hàng chân cột một vì)
- Quy mô rộng lớn (có kiến trúc dài 13 gian vẫn chưa kết thúc trong hố khai quật)
- Trang trí rất tinh xảo, kết hợp hài hòa giữa các chất liệu gỗ - đá - gạch - đất nung
- Quy hoạch thống nhất và cân xứng

Việc khai quật khu Hoàng thành Thăng Long ở 18 Hoàng Diệu (Hà Nội) còn giúp các nhà khảo cổ nhận diện mặt bằng kiến trúc tại đây: 
- Chân cột bằng đá, móng trụ sỏi, nền nhà lát gạch vuông, có cống thoát nước
- Mặt bằng kiến trúc kiểu chữ nhật nhiều gian, có từ 3 cột đến 6 cột, bên cạnh các mặt bằng kiểu lục giác, bát giác

Các sử gia đánh giá kiến trúc hoàng thành Thăng Long đánh dấu bước chuyển biến vượt bậc của nghệ thuật kiến trúc và quy hoạch kinh thành Thăng Long.
Bến sông Hồng có điện Hàm Quang, bên hồ Kim Minh có điện Hồ Thiên Bát Giác, trên hồ Dâm Đàm có cung Tây Hồ. Trong kinh thành có các vườn ngự uyển như Xuân Quang, Thượng Lâm, Quỳnh Lâm, Bảo Hoa... Đời Lý Thái Tông làm thêm điện Tuyên Đức, điện Diên Phúc có thềm trước gọi là thềm rồng (long trì), phía đông thềm rồng đặt điện Văn Minh, phía tây đặt điện Quang Vũ.

### Chùa, tháp, đền, miếu

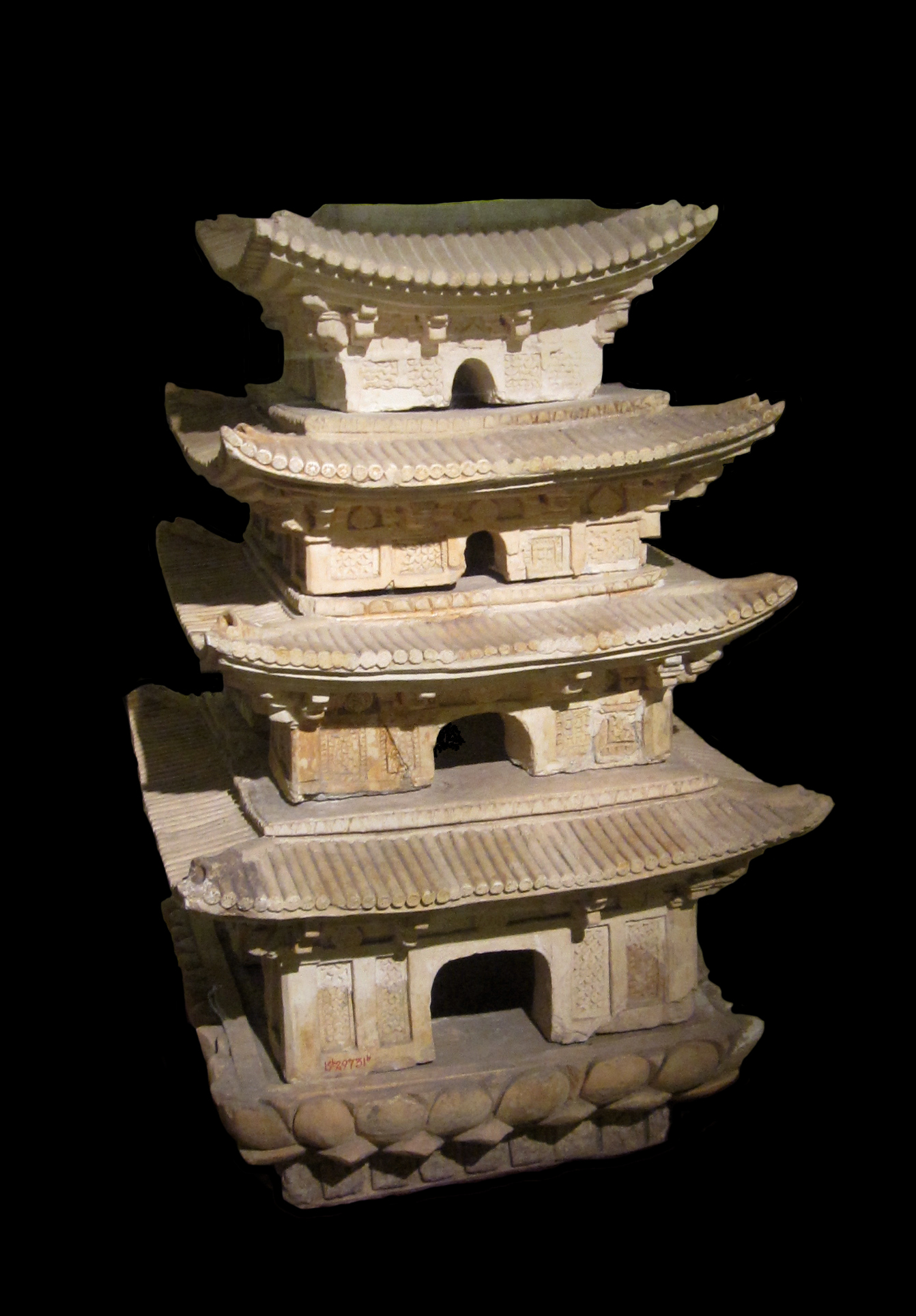
Mô hình tháp bằng đất nung thời Lý ở Bảo tàng Lịch sử Việt Nam

Chùa chiền mọc lên khắp nơi và trở thành biểu tượng của sự phát triển Phật giáo rực rỡ thời Lý. Chùa thời Lý được chia làm 3 hạng: Đại, Trung và Tiểu danh lam.
Nổi lên các chùa lớn là chùa Dâu, chùa Phật Tích, chùa Dạm (Bắc Ninh), chùa Long Đọi (Hà Nam). Năm 1049, Lý Thái Tông cho xây chùa Diên Hựu (chùa Một Cột), dựng cột đá ở giữa ao, làm tòa sen của Phật Quan Âm đặt trên cột đá. Năm 1105, Lý Nhân Tông cho sửa lại, vét hồ Liên Hoa đài, gọi là hồ Linh Chiểu, ngoài hồ có hành lang chạm khắc chạy xung quanh, lại đào hồ Bích Trì có cầu bắc qua để đi lại…
Thời Lý có nhiều quần thể chùa – tháp lớn. Kiến trúc chùa thời Lý thường có nhiều tầng nền giật cấp, bạt sâu vào sườn núi, cao dần lên đỉnh, chỉ một tầng nền đã có chiều dài 120 mét và rộng 70 mét, tất cả được kè đá và bố cục đối xứng qua trục chính tâm và quy hoạch tổng thể, kết hợp hài hòa giữa chùa và tháp. Trong chùa đặt tượng thờ, đồ thờ với nhiều chất liệu khác nhau, kết hợp cả ba yếu tố thiền, tịnh, mật của các tông phái Phật giáo.
Các chùa thường có tháp lớn như tháp Báo Thiên 12 tầng – vài chục mét, tháp Phổ Minh cao 14 tầng – 21 mét, tháp Chiêu Ân 9 tầng, tháp Phật Tích 10 tầng, tháp Sùng Thiện Diên Linh 13 tầng, tháp Vạn Phong Thành Thiện… Các tháp được trang trí tượng tròn, phù điêu bằng đá, đất nung đẹp và nhiều tranh vẽ Phật trên tường và các bức chạm lộng bằng gỗ với chủ đề động vật, thực vật tươi vui
Ngoài chùa, nhà Lý còn xây dựng nhiều công trình khác như đền Đồng Cổ, lầu gác trên núi Cung vua, Văn Miếu - Quốc Tử Giám... Việc xây dựng thời Lý được tuân thủ theo một nguyên tắc quy hoạch của phương thuật địa lý thời cổ cho phù hợp với quy luật tự nhiên, hài hòa cao với cảnh quan xung quanh, tận dụng tối đa lợi thế của môi trường. Hệ quả là tạo ra sự hòa hợp lâu dài giữa con người với công trình và thiên nhiên. Chùa thời Lý được đặt trong một quần thể kiến trúc, tại những nơi có cảnh thiên nhiên tươi đẹp và có liên hệ cộng đồng dân cư, gần làng sát nước.

## Điêu khắc, đúc tượng
Nghệ thuật điêu khắc thời Lý là một thành tố hiện diện thường trực ngay cả ở những công trình không có tên trong sử sách hay bia đá cổ cũng được trang hoàng uy nghiêm, bài trí lộng lẫy.
Những công trình điêu khắc tinh tế với những tấm phù điêu mô típ hoa văn hoa cúc nhiều cánh, hoa sen, lá cây và đặc biệt là rồng giun mình trơn nằm gọn trong chiếc lá đề. Đặc điểm chung là chân thực, đơn giản, khỏe mạnh. Ngoài hình tượng rồng thời Lý đặc sắc cho nghệ thuật Việt thì nhiều linh vật được tạc tượng thời Lý cũng mang đặc sắc Việt Nam, dù chịu ảnh hưởng của triết lý Trung Hoa nhưng hoàn toàn khác biệt về hình thức, do đã kết hợp hài hòa với nghệ thuật Chăm Pa và Ấn Độ như con sấu, sư tử, phượng hoàng... 
Nghệ thuật đúc chuông – tô tượng rất phổ biến. Nước Đại Việt có 4 công trình nghệ thuật bằng đồng nổi tiếng được gọi là "An Nam tứ đại khí" thì 3 trong số đó được tạo ra thời Lý:
1. Tháp Báo Thiên còn gọi là Đại Thắng Tư Thiên Tháp, được xây trên một quả gò cạnh hồ Lục Thủy vào tháng 3 năm 1057 đời vua Lý Thánh Tông, trong phạm vi chùa Báo Thiên. Tháp xây 12 tầng, cao mấy chục trượng
2. Chuông Quy Điền (chùa Một Cột – Hà Nội) đúc năm 1080 thời Lý Nhân Tông.
3. Tượng Phật Di Lặc chùa Quỳnh Lâm (Đông Triều, Quảng Ninh) do nhà sư Dương Không Lộ đúc, cao 6 trượng (khoảng 20 mét).

Ngoài ba tác phẩm nghệ thuật đỉnh cao trên (mà hiện không còn tồn tại), các tác phẩm điêu khắc thời Lý còn lại nguyên vẹn đến ngày nay đều được xem là báu vật của nghệ thuật Việt Nam, phần lớn trong số đó được xếp hạng là bảo vật quốc gia (BVQG):
- Tượng A-di-đà chùa Phật Tích (BVQG số 22 - đợt 1): tạc năm 1057, cao 2,77 mét, liền với bệ. Nét mặt tượng trầm tư nhưng vẫn rạng rỡ
- Bộ tượng 10 con thú nằm ở cửa tiền đường chùa Phật Tích (BVQG số 9 - đợt 6)
- Tượng A-di-đà chùa Ngô Xá (BVQG số 16 - đợt 2): giống tượng chùa Phật Tích nhưng khuôn mặt nam tính, và còn đủ ba bộ phận: tượng, khối cầu sư tử, bệ bát giác
- Tượng sư tử chùa Hương Lãng (BVQG số 7 - đợt 8) dài gần 3 mét, rộng 1,5 mét có vẻ dũng mãnh
- Tượng đôi sư tử đá đền - chùa Bà Tấm (BVQG số 8 - đợt 8)
- Tượng linh điểu (Garuda), người có cánh đánh trống (Kinnari) mang phong cách nghệ thuật Chămpa, nét mặt đẹp dịu dàng, trầm tư
- Tượng rồng nằm dài theo bậc thềm, tượng người nhảy múa, các loài thú…

Các tượng người hay vật đều sinh động và có hồn; đường cong lớn và dày đặc, nét uyển chuyển mềm mại, dù làm bằng chất liệu nào. Bố cục các tác phẩm điêu khắc đẹp cân xứng, hài hòa.

## Âm nhạc

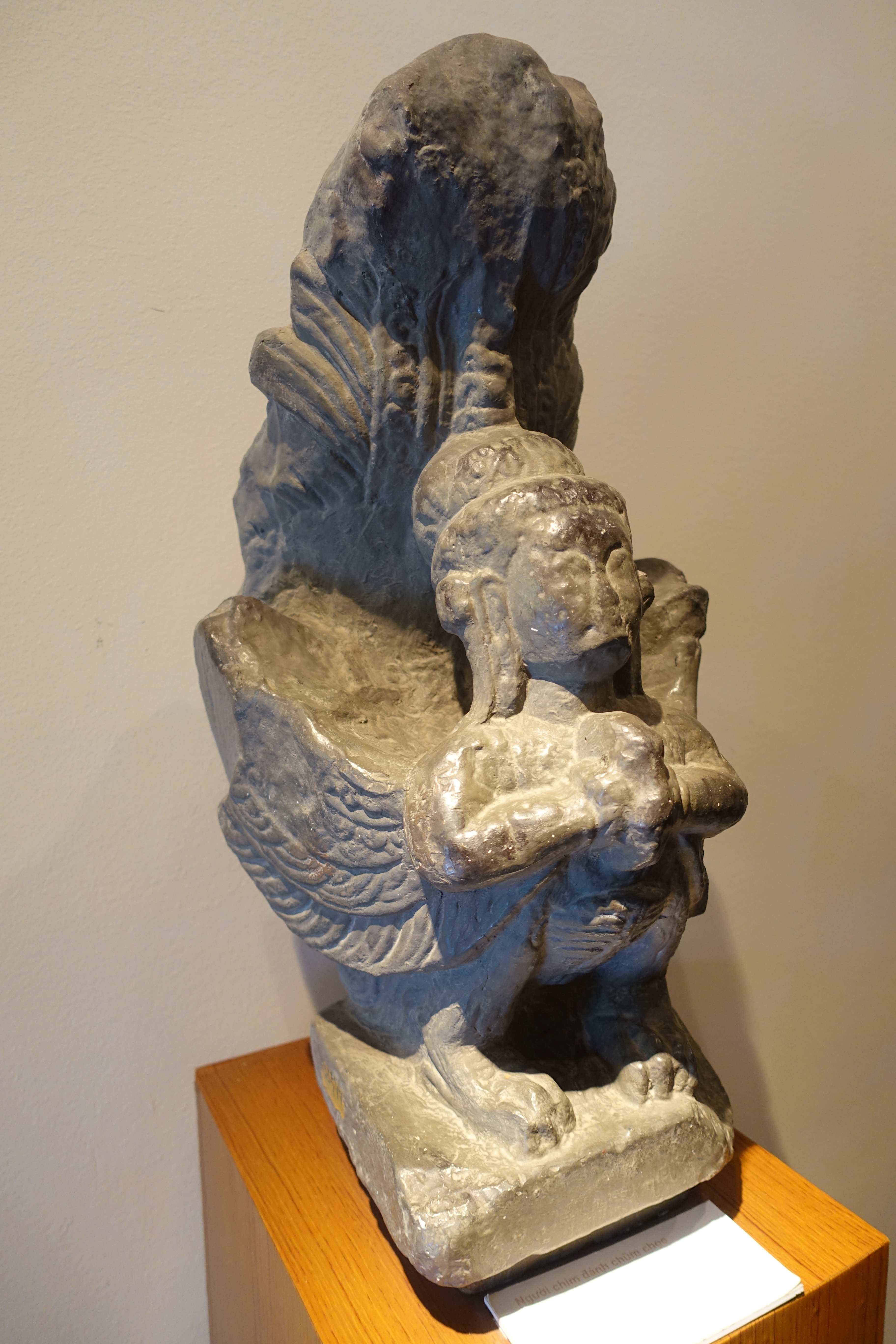
Tượng người chim Garuda đánh chũm chọe, khai quật tại phế tích tháp Chương Sơn, Hà Nam

Sự củng cố quyền lực của các hoàng đế nhà Lý trong chế độ phong kiến tập quyền đã phân chia âm nhạc trong xã hội thành hai dòng: dòng âm nhạc cung đình hướng tới tính chuyên nghiệp phục vụ nhu cầu vui chơi giải trí trong triều đình; dòng âm nhạc dân gian vẫn phục vụ nhu cầu giải trí của đông đảo nhân dân.
Phạm Đình Hổ thời Hậu Lê cho rằng nền ca kịch Đại Việt bắt đầu từ thời Lý, do những người Hoa theo Đạo giáo sang dạy cho người Việt. Nhảy múa thường xuyên được tổ chức trong cung đình và trong dân gian. Ngoài ra nghệ thuật chèo cũng phổ biến, được giới quý tộc ham thích.
Âm nhạc cung đình cũng cùng với các nghi lễ trong cung chịu ảnh hưởng từ phương Bắc, cụ thể là nhà Tống. Các điệu nhạc du nhập từ Trung Quốc có "Nam thiên nhạc", "Ngọc lâu xuân", "Mộng du tiên", các bài hát có "Trang Chu nằm mộng hóa con bướm", "Bạch Lạc Thiên mẹ biệt ly con"… Nhạc cụ các nhạc công sử dụng thời Lý gồm có trống cơm, tiêu, não bạt, sáo trúc, đàn hồ, đàn tranh, đàn tỳ bà, thất huyền cầm, đàn bầu….
Âm nhạc Việt thời Lý cũng chịu ảnh hưởng mạnh mẽ từ nhạc Chiêm Thành (mà nguồn gốc xa từ Tây Thiên tức Ấn Độ) qua những tù binh người Chiêm (cả nam lẫn nữ) bị bắt trong các cuộc nam chinh của nhà Lý. Năm 1060, Lý Thánh Tông đã cho dịch các khúc nhạc Chiêm Thành và cho nhạc công ca hát. Với việc đưa tù binh Chăm về sống xen kẽ trong một số làng xã, tạo điều kiện thêm cho sự giao lưu văn hóa Việt - Chăm. Ngoài những nhạc cụ, thì người Việt cũng sẵn sàng tiếp nhận thêm những giai điệu, những yếu tố âm nhạc của người Chăm, mà điều này cho đến ngày nay, trong nhiều làn điệu dân ca của người Việt (đặc biệt là dân ca Quan họ) còn lấp ló đâu đó dấu vết của sự giao thoa ấy.
Đạo phật bắt đầu phát triển đến giai đoạn cực thịnh ở thời Lý. Âm nhạc dân gian vẫn được nhà nước phong kiến coi trọng, bởi âm nhạc cũng là một phương tiện để truyền đạo. Do dó âm nhạc dân gian cũng bước vào giai đoạn phát triển rực rỡ, nhiều thể loại mới ra đời phục vụ cho việc lễ hội như hát tế thần ở hội Đền Sóc, hội cờ lau tập trận, hát Dậm Thi Sơn... Ngoài các bài ngâm, tụng, đọc của Phật giáo còn có thêm hình thức kể hạnh, hát chầu tại các đền, miếu. Bên cạnh đó là sự du nhập của nhiều nhạc cụ mới phục vụ cho việc hoạt động tín ngưỡng như tiu, cảnh, chuông, mõ...
Trong giai đoạn này, một vấn đề quan trọng ảnh hưởng mạnh mẽ tới sự phát triển của âm nhạc dân tộc, đó là người Việt, người Mường bắt đầu tách ra khỏi khối cộng đồng Việt - Mường. Tiếng Việt bước sang một giai đoạn hình thành dấu giọng khác, có 6 thanh, và như vậy, âm nhạc truyền thống lại được bồi đắp thêm những nhân tố mới bởi các thang 6, 7 âm.

## Đánh giá khái quát
Thành tựu kiến trúc và điêu khắc thời Lý là kết quả của sự phối hợp giữa 2 yếu tố để phù hợp với điều kiện tự nhiên, xã hội và tín ngưỡng đương thời:
1. Sự kế thừa truyền thống người Việt: cân xứng, gọn gàng dung dị; tượng tròn, phù điêu sống động.
2. Tiếp thu những yếu tố văn hóa ngoại sinh từ Chăm Pa, Ấn Độ, Trung Quốc như hình uyên ương, sư tử, tiên nữ Apsara, thao thiết, makara, chim thần Garuda, nữ thần đầu người mình chim Kinnari, Kim Cương, nhạc công Gandhavar…

Nghệ thuật điêu khắc thời Lý được đánh giá là đạt tới đỉnh cao của nghệ thuật tạo hình dân tộc Việt.
Theo quan điểm của nhiều nhà nghiên cứu trong giới sử học, nghệ thuật kiến trúc và điêu khắc thời Lý góp phần to lớn để sáng tạo ra giá trị của đỉnh cao văn hóa, văn minh thứ hai của người Việt phục hưng.